# Беренштайн
Беренштайн (нім. Bärenstein) — громада в Німеччині, розташована в землі Саксонія на кордоні з Чехією. Входить до складу району Рудні Гори. Центр об'єднання громад Беренштайн.
Площа — 5,45 км2. Населення становить 2288 ос. (станом на 31 грудня 2020).

## Галерея

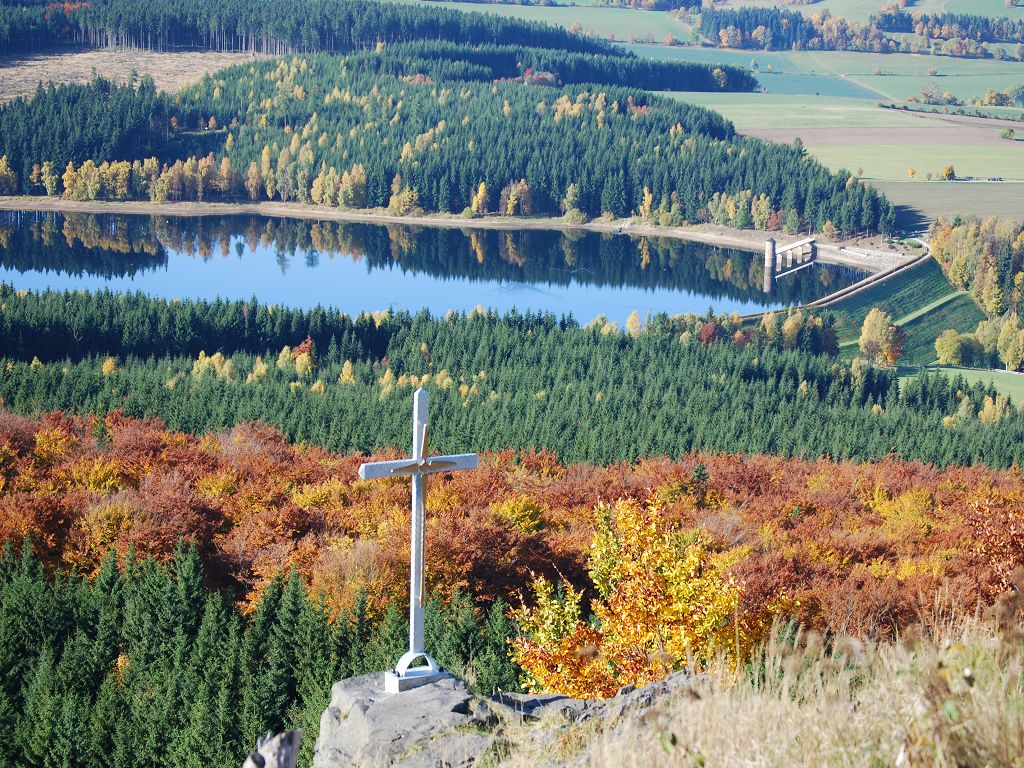
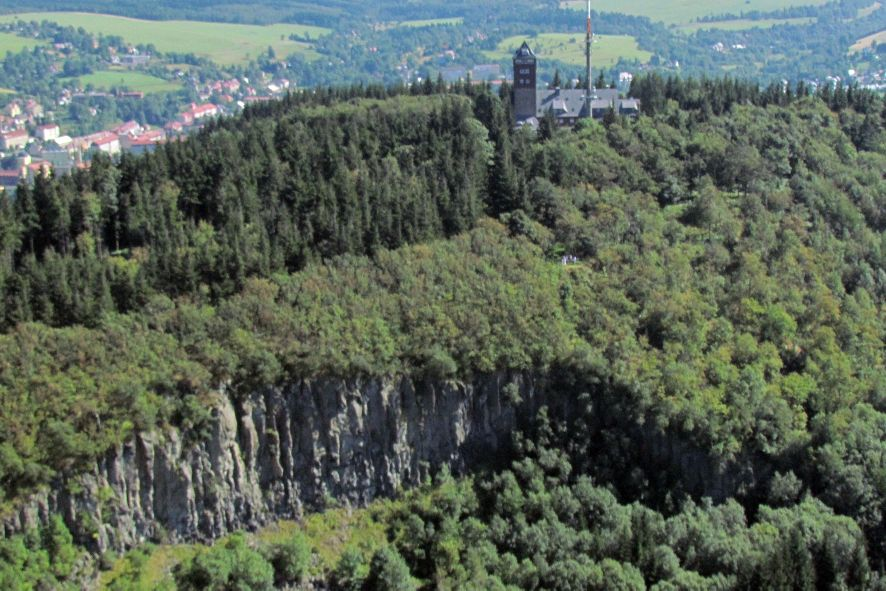
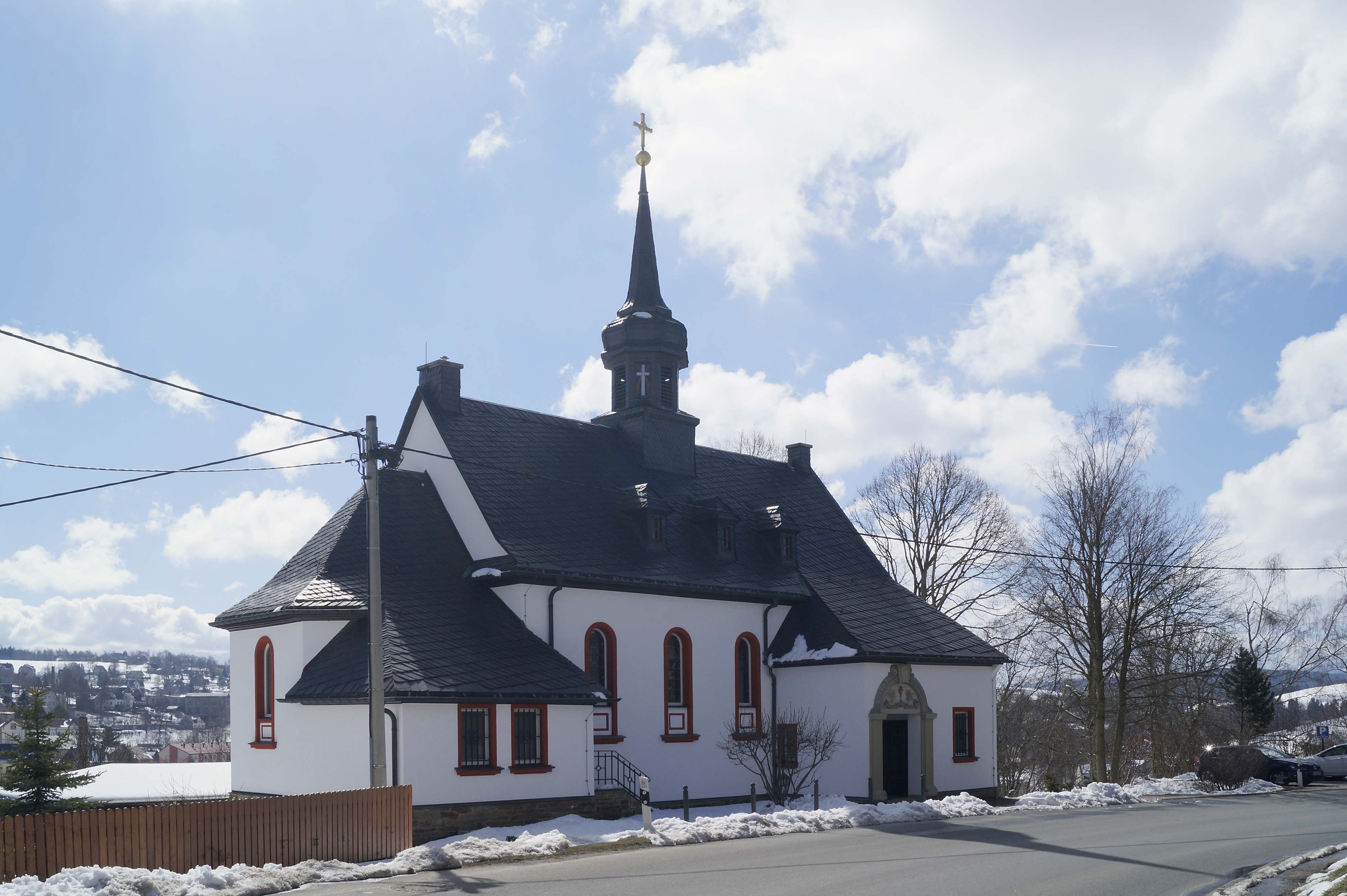
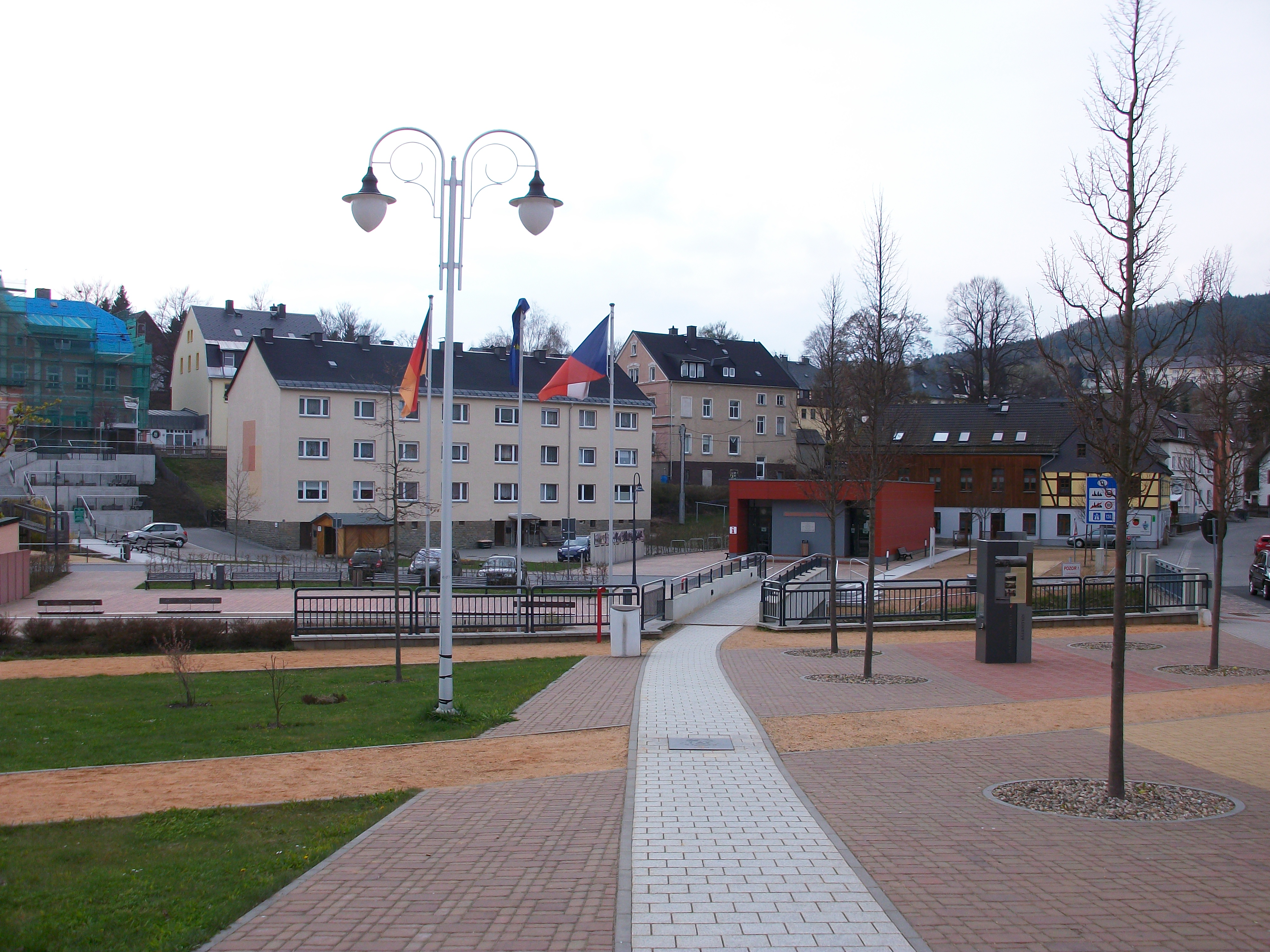
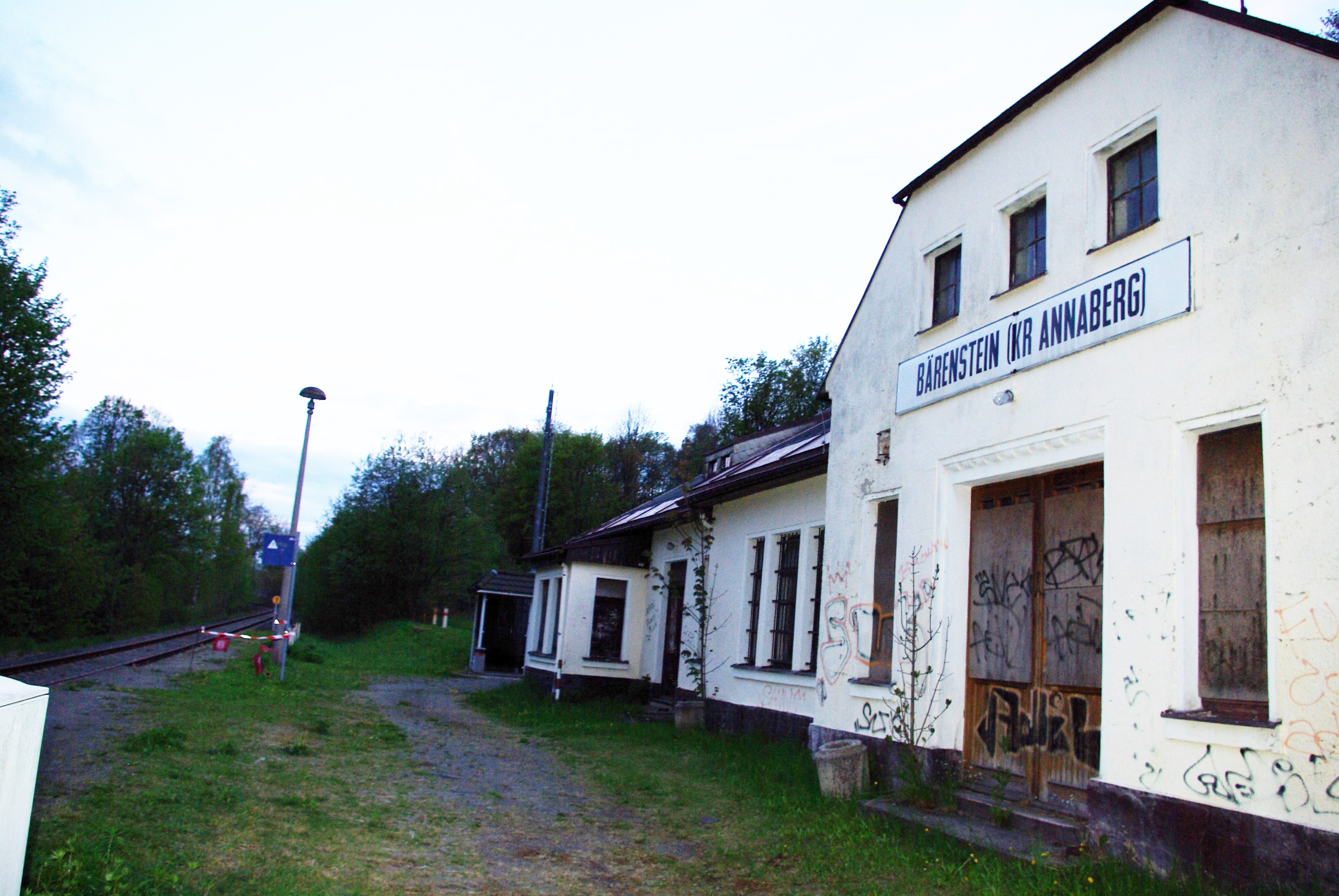
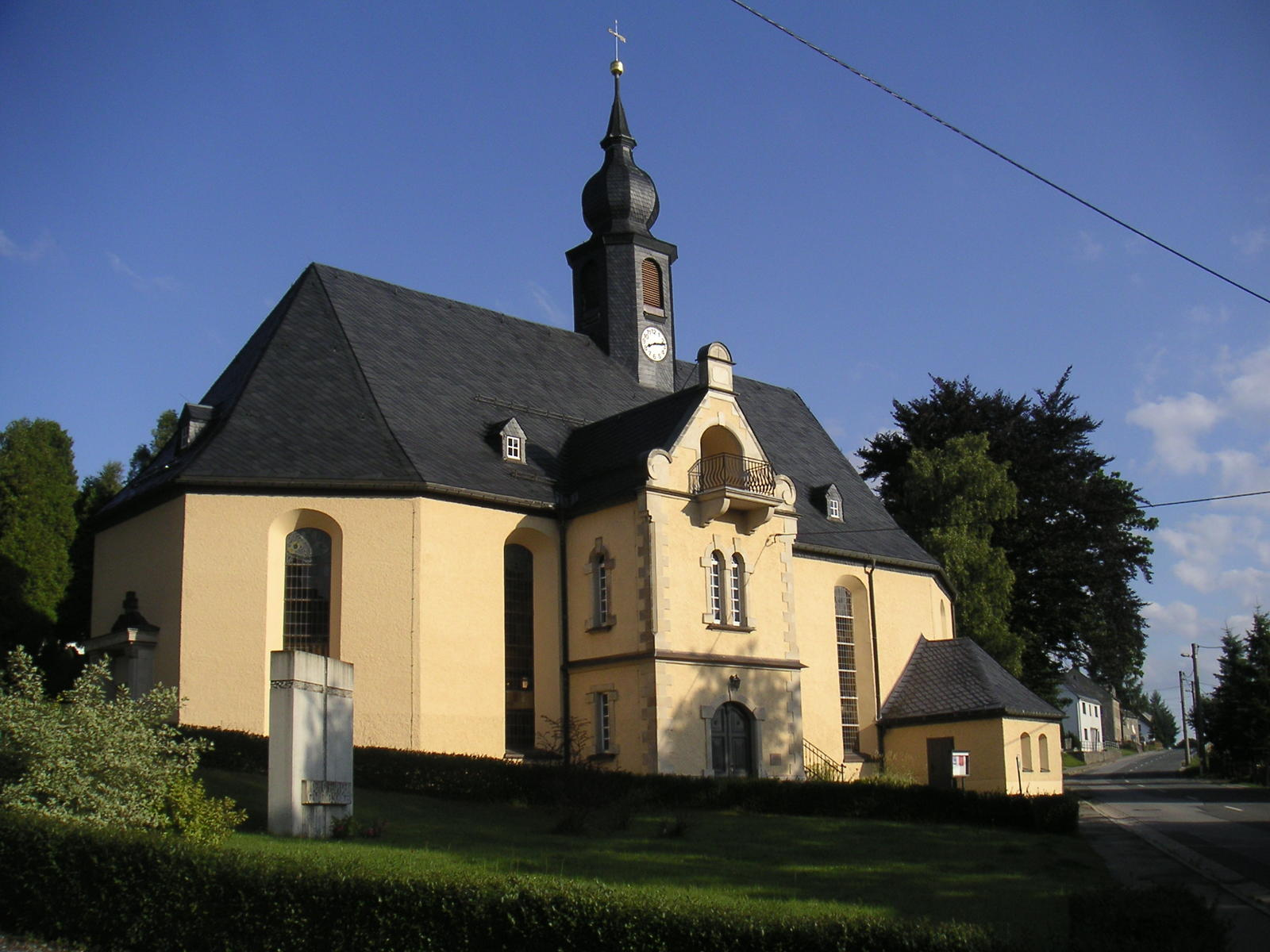